# Eureka (Nunavut)
Eureka es una pequeña estación meteorológica e investigación canadiense ubicada en la península de Fosheim, isla Ellesmere, región de Qikiqtaaluk, en el territorio de Nunavut. Está ubicada al norte del fiordo de Slidre, que entre por el Eureka Sound más al oeste. Es la tercera comunidad más norteña del mundo. Las únicas otras dos que se encuentran en latitudes más altas son Alert, que también se encuentra en la isla Ellesmere, y Nord, en Groenlandia. Eureka tiene la temperatura anual promedio más baja y la menor cantidad de precipitación de cualquier de todas las estaciones meteorológicas de Canadá.

## Divisiones
La base consiste de tres áreas, el aeródromo de Eureka, que incluye el "Fuerte Eureka" (el cuartel del personal militar que mantiene el equipo de comunicación de la isla), la Estación Meteorológica Environment Canada, el Polar Environment Atmospheric Research Laboratory (en español: Laboratorio de Investigación Atmosférica del Medioambiente Polar) o PEARL, anteriormente el Arctic Stratospheric Ozone Observatory (en español: Observatorio Ártico del Ozono Estratosférico) o AStrO. PEARL es operado por un consorcio de investigadores de universidades canadienses y agencias gubernamentales conocidas como la Red Canadiense para la Detección de Cambios Atmosféricos. PEARL anunció que cesaría de operar a tiempo completo a partir del 30 de abril de 2012 debido a la falta de fondos; no obstante, esta decisión fue revertida en mayo de 2013 cuando se anunció una nueva fuente de financiamiento. El código postal de Eurkea es X0A 0G0. Su código de área es el 867.

## Bases históricas
Eureka fue fundada el 11 de abril de 1947 como parte de un requerimiento para la instalación de estaciones de clima. En esta fecha, 100 toneladas métricas de suministro fueron llevados por avión a un lugar prometedor en la isla de Ellesmere y se construyeron cinco cabañas Jamesway. Las observaciones meteorológicas regulares comenzaron el 1 de enero de 1948. La estación fue expandida a lo largo de los años. En su punto máximo, en los años 1970, había por lo menos quince personas trabajando allí; en 2005, se reportó una población permanente de cero y personal de 8 individuos que rotaban en forma continua.
Ha habido varias generaciones de edificios. El último centro de operaciones, con áreas de trabajo y dormitorios en una estructura grande, fue completado en el año 2005.

## Clima
En el asentamiento se observa el sol de medianoche entre el 10 de abril y el 29 de agosto, y no recibe ningún tipo de luz solar entre mediados de octubre y finales de febrero. Eureka tiene la temperatura anual más baja y la menor precipitación de cualquiera de las estaciones meteorológicas de Canadá con un promedio de temperatura de -18.8 °C. Los inviernos son fríos, pero los veranos son un poco más cálidos que en otros lugares del ártico Canadiense. Aun así, desde que se comenzaron a registrar las temperaturas, esta nunca excedió los 20,9 °C, alcanzada por primera vez el 14 de julio de 2009. Aunque se encuentra en un desierto polar, la evaporación también es muy baja, lo que permite que la limitada humedad esté disponible para las plantas y la vida silvestre. Eureka está ubicada en el lugar del mundo con el mayor promedio de horas de luz solar en un solo mes (mayo).
| Parámetros climáticos promedio de Eureka                      | Parámetros climáticos promedio de Eureka | Parámetros climáticos promedio de Eureka | Parámetros climáticos promedio de Eureka | Parámetros climáticos promedio de Eureka | Parámetros climáticos promedio de Eureka | Parámetros climáticos promedio de Eureka | Parámetros climáticos promedio de Eureka | Parámetros climáticos promedio de Eureka | Parámetros climáticos promedio de Eureka | Parámetros climáticos promedio de Eureka | Parámetros climáticos promedio de Eureka | Parámetros climáticos promedio de Eureka | Parámetros climáticos promedio de Eureka |
| Mes                                                           | Ene.                                     | Feb.                                     | Mar.                                     | Abr.                                     | May.                                     | Jun.                                     | Jul.                                     | Ago.                                     | Sep.                                     | Oct.                                     | Nov.                                     | Dic.                                     | Anual                                    |
| ------------------------------------------------------------- | ---------------------------------------- | ---------------------------------------- | ---------------------------------------- | ---------------------------------------- | ---------------------------------------- | ---------------------------------------- | ---------------------------------------- | ---------------------------------------- | ---------------------------------------- | ---------------------------------------- | ---------------------------------------- | ---------------------------------------- | ---------------------------------------- |
| Temp. máx. abs. (°C)                                          | -1.1                                     | -1.1                                     | -8.0                                     | -2.8                                     | 7.5                                      | 18.5                                     | 20.9                                     | 17.0                                     | 9.3                                      | 5.0                                      | -1.7                                     | -2.1                                     | 20.9                                     |
| Temp. máx. media (°C)                                         | -32.9                                    | -33.7                                    | -33.3                                    | -22.5                                    | -6.9                                     | 5.7                                      | 9.3                                      | 5.4                                      | -3.8                                     | -17.1                                    | -25.9                                    | -29.7                                    | -15.5                                    |
| Temp. media (°C)                                              | -36.5                                    | -37.4                                    | -36.8                                    | -26.5                                    | -10.2                                    | 3.0                                      | 6.1                                      | 3.2                                      | -6.4                                     | -20.7                                    | -29.4                                    | -33.3                                    | -18.8                                    |
| Temp. mín. media (°C)                                         | -40.1                                    | -41.1                                    | -40.3                                    | -30.5                                    | -13.3                                    | 0.4                                      | 2.9                                      | 0.9                                      | -9.0                                     | -24.3                                    | -33.0                                    | -36.8                                    | -22.0                                    |
| Temp. mín. abs. (°C)                                          | -53.3                                    | -55.3                                    | -52.8                                    | -48.9                                    | -31.1                                    | -13.9                                    | -2.2                                     | -11.2                                    | -31.7                                    | -41.7                                    | -48.2                                    | -51.7                                    | -55.3                                    |
| Precipitación total (mm)                                      | 2.6                                      | 3.1                                      | 2.2                                      | 3.7                                      | 3.1                                      | 8.2                                      | 15.3                                     | 16.1                                     | 9.5                                      | 7.6                                      | 4.1                                      | 3.6                                      | 79.1                                     |
| Lluvias (mm)                                                  | 0.0                                      | 0.0                                      | 0.0                                      | 0.0                                      | 0.0                                      | 5.3                                      | 14.5                                     | 11.7                                     | 1.0                                      | 0.0                                      | 0.0                                      | 0.0                                      | 32.5                                     |
| Nevadas (cm)                                                  | 3.1                                      | 3.9                                      | 2.8                                      | 4.6                                      | 4.2                                      | 3.0                                      | 0.7                                      | 4.8                                      | 11.3                                     | 10.9                                     | 5.7                                      | 5.4                                      | 60.3                                     |
| Días de precipitaciones (≥ 0.2 mm)                            | 4.2                                      | 4.3                                      | 3.7                                      | 4.9                                      | 3.7                                      | 4.9                                      | 8.0                                      | 8.2                                      | 7.4                                      | 8.7                                      | 5.2                                      | 4.5                                      | 67.6                                     |
| Días de lluvias (≥ 0.2 mm)                                    | 0.0                                      | 0.0                                      | 0.0                                      | 0.0                                      | 0.0                                      | 3.1                                      | 7.7                                      | 5.9                                      | 0.6                                      | 0.0                                      | 0.0                                      | 0.0                                      | 17.3                                     |
| Días de nevadas (≥ 0.2 cm)                                    | 4.7                                      | 4.7                                      | 4.2                                      | 5.2                                      | 4.0                                      | 2.4                                      | 0.7                                      | 2.9                                      | 7.9                                      | 9.6                                      | 6.0                                      | 5.0                                      | 57.4                                     |
| Horas de sol                                                  | 0.0                                      | 0.0                                      | 120.2                                    | 353.8                                    | 486.3                                    | 386.4                                    | 360.5                                    | 238.9                                    | 98.4                                     | 12.5                                     | 0.0                                      | 0.0                                      | 2057.0                                   |
| Humedad relativa (%)                                          | 63.4                                     | 66.3                                     | 65.8                                     | 67.2                                     | 75.0                                     | 71.1                                     | 69.3                                     | 76.2                                     | 82.0                                     | 74.3                                     | 65.8                                     | 64.6                                     | 70.1                                     |
| Fuente: Environment Canada Canadian Climate Normals 1981–2010 |                                          |                                          |                                          |                                          |                                          |                                          |                                          |                                          |                                          |                                          |                                          |                                          |                                          |

## Accesibilidad

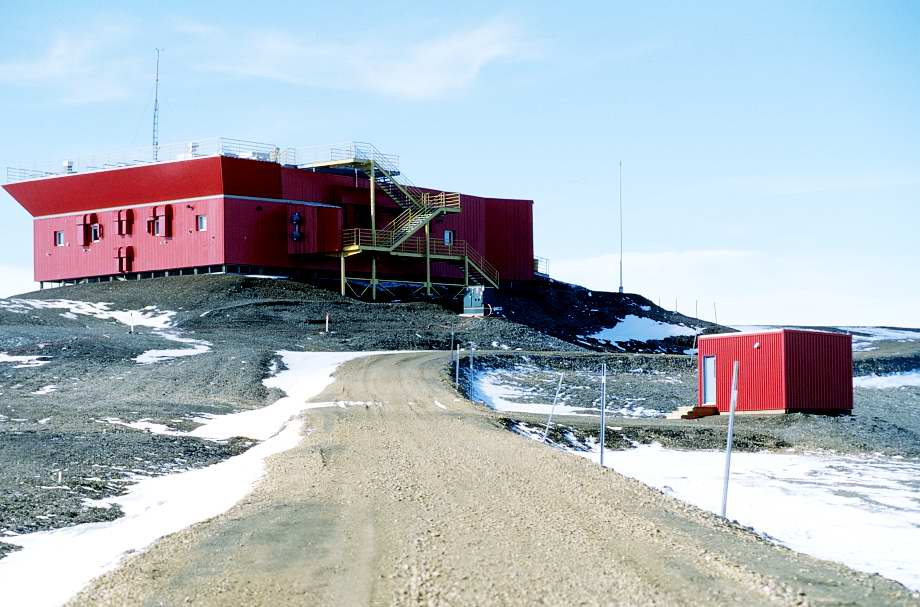
"PEARL", Polar Environment Atmospheric Research Laboratory

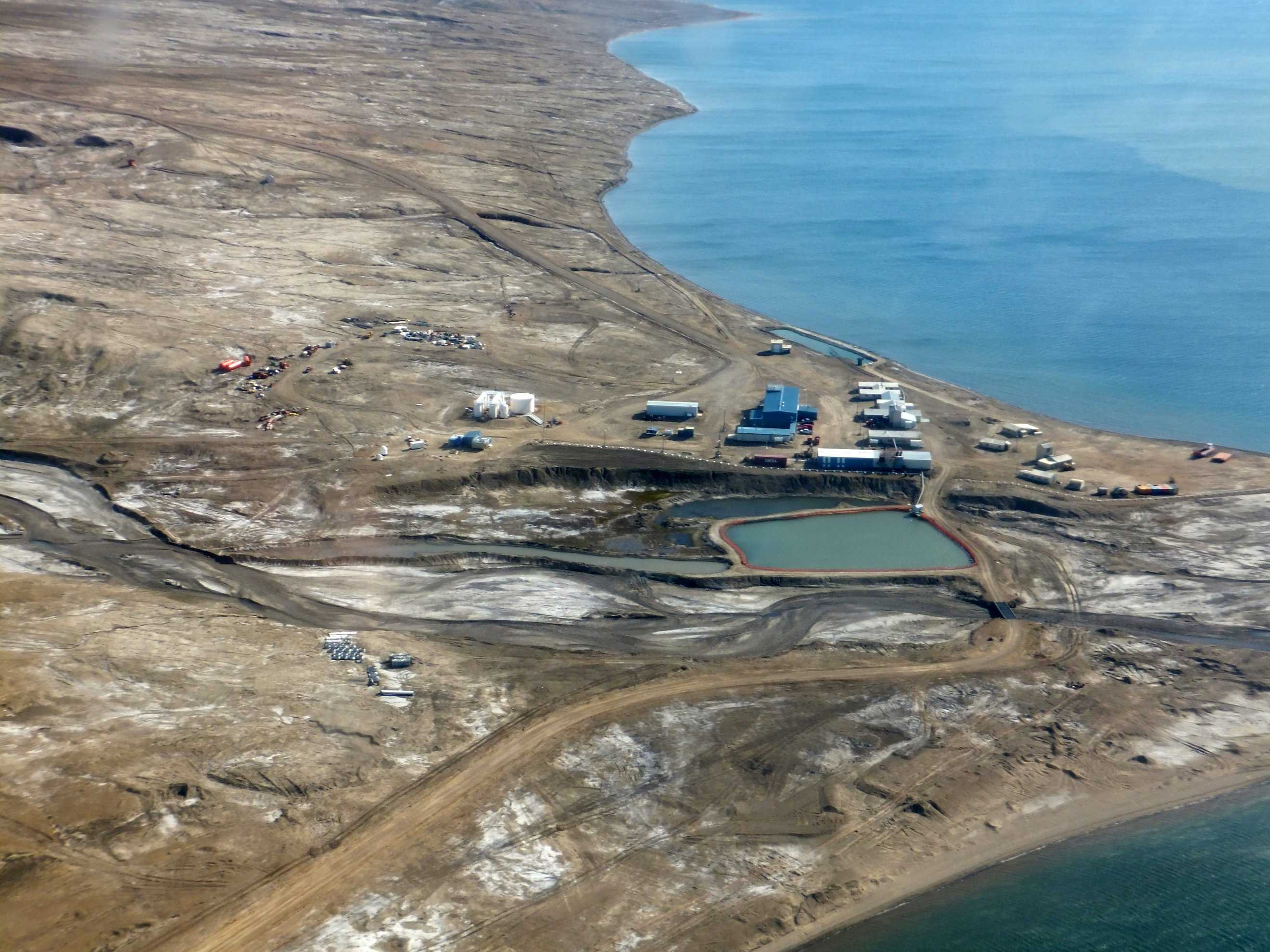
Eureka desde el aire, 2007

La energía del complejo es proveída por generadores a diesel. La estación recibe comida fresca y correo cada tres semanas por aire, y anualmente a finales del verano un barco llega desde Montreal con suministros pesados. El 3 de julio de 2009 un jet danés Challenger 604 MMA aterrizó en el aeródromo de Eureka.
El jet es un avión de observación militar basado en el Challenger executive jet. Este jet visitó Eureka en un viaje de familiarización, para poder prepararse para la posibilidad de que aviones daneses asistan en misiones de búsqueda y rescate en territorio canadiense. El Canadian American Strategic Review observó en forma crítica que el primer jet en realizar una misión en Eureka no era canadiense.
A la latitud de Eureka, un satélite de comunicaciones geosíncrono, en dirección al sur, requeriría una antena que esté apuntando casi en dirección horizontal; los satélites más al este o al oeste sobre esa órbita estarían debajo del horizonte. El acceso al teléfono y transmisiones por televisión llegó en 1982 cuando la Operación Huracán concluyó con el establecimiento de una estación de recepción satelital en Skull Point cerca de Eureka, un lugar que tiene una vista abierta hacia el sur. El transmisor de baja potencia del Canal 9 en Skull Point era la estación de TV más norteña del mundo en su momento. En los años 1980, el audio de la televisión estaba conectado en muchas ocasiones al teléfono para recibir las noticias de CBC-TV a la aislada localidad de Alert. Más recientemente, CANDAC instaló lo que parece ser el la estación terrena para satélites geosíncronos más norteña del mundo para poder ofrecer comunicaciones via internet a PEARL.
Otros asentamientos en la isla Ellesmere incluyen a Alert y Grise Fiord.

## Fauna y flora
Eureka ha sido descrito como el "El Jardín del Ártico" debido a la abundante flora y fauna en el área, más que en otros lugares del Ártico Alto. La fauna incluye lobos árticos, liebres árticas, zorros polares, bueyes almizcleros y leminos. Además, gansos, patos, somorgujos, lechuzas, cuervos y muchas otras aves pequeñas empollan y crían a sus polluelos allí y para regresar al sur en agosto.